# Route 4 (Bolivie)
Pour les articles homonymes, voir Route 4.
La route 4 est une route de 1 657 km en Bolivie, qui traverse le pays d'est en ouest à travers les départements d'Oruro, de La Paz, de Cochabamba et de Santa Cruz, entre le Paso Internacional Tambo Quemado, à la frontière du Chili, et la rivière Concepción, aux environs de Puerto Busch à la frontière avec le Brésil.

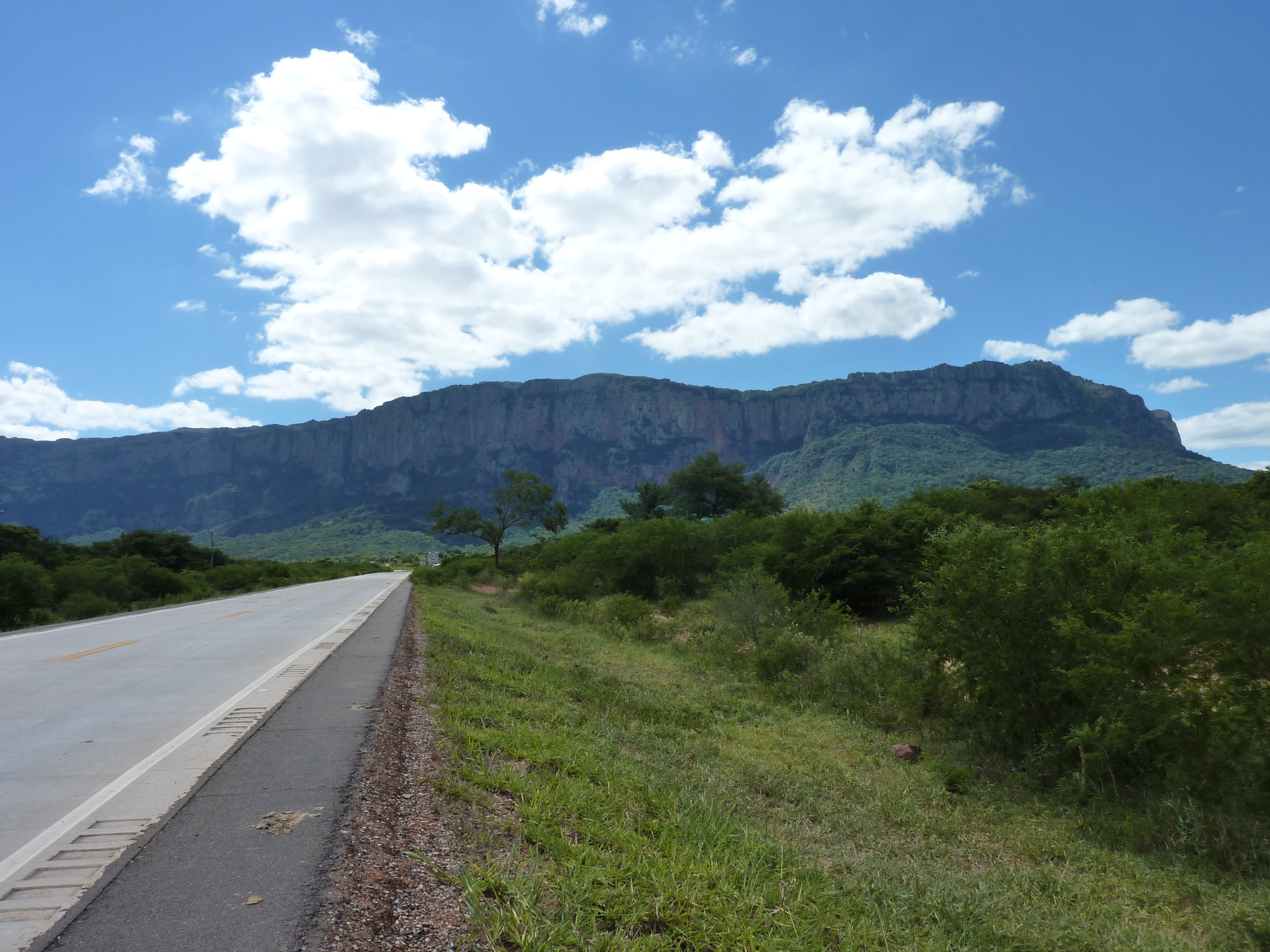
Route 4 près de Puerto Suárez, Santa Cruz.

Il s'agit de l'un des principaux axes routiers de Bolivie dans la mesure où il relie deux des plus grandes villes du pays, Cochabamba et Santa Cruz de la Sierra, permettant ainsi les communications entre les deux grandes sous-régions du pays, l'altiplano et l'oriente. Édifiée entre 1942 et 1957, elle constitue alors la première route revêtue du pays. Ce nouvel axe contribuera grandement au développement du département de Santa Cruz. Elle est ajoutée au réseau routier fondamental (Red Vial Fundamental) par le décret suprême 25134 du 31 août 1998.
La route 4 partage 90 km avec la route 1 entre Patacamaya et Caracollo et se poursuit sur la route 11-CH au Chili.

## Histoire

### Situation avant la construction de la route revêtue
Avant la construction de cette route, la région de Santa Cruz  est fortement enclavée, uniquement reliée par un mauvais chemin de terre à Cochabamba. En prévision de la guerre du Chaco (1932-1935) qui opposera la Bolivie au Paraguay, des améliorations d'urgence sont effectués sur l'axe en 1932 afin de faciliter les mouvements de troupes vers l'est. Cependant, le caractère conjoncturel de ces mesures n'en assure pas la pérennité. Ainsi en 1936, une caravane de camions, alors seuls véhicules aptes à franchir la distance se termine en drame, enlisés trois jours, on déplore 17 morts emportés par la fièvre jaune.

## Villes traversées

### Departamento de Oruro
- km 93: Curahuara de Carangas.

### Département de La Paz
- km 189: Patacamaya

### Département d'Oruro
- km 189: Caracollo

### Département de Cochabamba
- km 339: Parotani
- km 345: Sipe Sipe
- km 357: Vinto
- km 364: Quillacollo
- km 377: Cochabamba
- km 393: Sacaba
- km 430: Colomi
- km 539: Villa Tunari
- km 573: Chimoré
- km 667: Bulo Bulo

### Département de Santa Cruz
- km 715: Villa Germán Busch
- km 724: San Juan de Yapacaní
- km 746: Buena Vista
- km 797: Montero
- km 821: Warnes
- km 852: Santa Cruz de la Sierra
- km 870: Cotoca
- km 899: Puerto Pailas
- km 913: Pailón
- km 1129: San José de Chiquitos
- km 1261: Roboré
- km 1500: Puerto Suárez